# Évaluation continue
L'évaluation continue est une évaluation permanente qui s'exerce à tout moment de l'apprentissage. Elle s'oppose à l'évaluation périodique, qui n'évalue qu'un nombre limité de travaux réalisés dans le cadre d'un contrôle sommatif. Elle ne doit pas être confondue avec l’évaluation qui accorde systématiquement une note ni l’évaluation qui procède en faisant passer continûment des contrôles aux élèves.

## Caractéristiques
En évaluation continue, tous les exercices d'entraînement sont évalués, soit par l'enseignant, soit en autocorrection (individuelle ou collective), et le processus d'évaluation profite de la diversité des sources primitives (interventions orales, interactions à l’interface d’un dispositif technique, questionnement ou problématisation en groupe, etc.). De cette manière, l'enseignant obtient une évaluation plus fine, plus pertinente et plus juste de chaque élève, puisqu'elle est basée sur un large éventail de données. En outre, si l'évaluation continue permet à l'enseignant de gagner du temps (par rapport à une grosse évaluation périodique), elle peut être très utile à l'élève lorsque celui-ci en connaît régulièrement ou rapidement les résultats.
Des exercices de remédiation peuvent intervenir à tout moment en fonction d'erreurs relevées, d'obstacles dépassés ou de lacunes découvertes par l'enseignant ou par tout système expert d'évaluation automatique. Mais l'apprenant n'est pas un patient qu'il faudrait soigner à coup d'activités : les exercices de remédiation sont utiles pour soutenir l'apprentissage de connaissances plus traditionnelles requérant la reproduction de procédures et la restitution de connaissances bien circonscrites (reproduction d'une règle de grammaire, d'une définition mathématique, d'un événement historique, d'une technique artistique ou sportive éprouvée) ; ils s'avèrent inadaptés pour le développement de compétences complexes comme le raisonnement, la rhétorique, la recherche ou la résolution de problèmes, voire l'apprentissage des arts, d'un métier ou d'une profession. Dans plusieurs cas, l'évaluation continue peut être à la fois formative et sommative. Lorsqu'un élève est en train d'accomplir des tâches spécifiques à l'interface d'un dispositif technique (en classe de mathématiques : résoudre un problème de preuve à l'aide d'un logiciel ;  en classe d'histoire : établir un diagnostic dans une situation éthique présentée dans un livre ;  en classe de musique ou de sciences : simuler une expérience à l'aide de capteurs), l'interaction avec le dispositif technique devient une source primitive qui s'ajoute aux productions orales, écrites ou gestuelles (notamment en classe d'art ou lors du suivi d'activités physiques).

## Application
L'évaluation continue est souvent pratiquée dans l'enseignement obligatoire (primaire et secondaire), où elle est plus facile à mettre en œuvre lorsqu'un même enseignant rencontre régulièrement ses élèves, et plus importante si on tient compte des nombreuses règles implicites du contrat didactique. De plus, elle procède souvent selon des approches holistes ou des méthodes d'évaluation qualitative de l'apprentissage, ce qui permet d'enrichir substantiellement l'évaluation traditionnelle par des considérations plus générales.